# Cupanoscelis sanmartini
Cupanoscelis sanmartini é uma espécie de coleóptero da tribo Eburiini (Cerambycinae); com distribuição restrita à Venezuela.